# Plaża Omaha

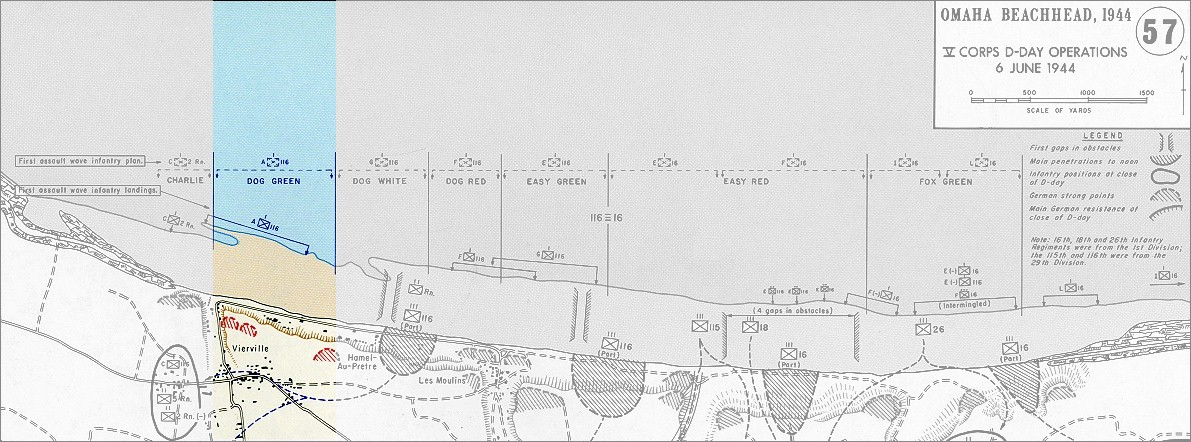
Sektor Dog Green

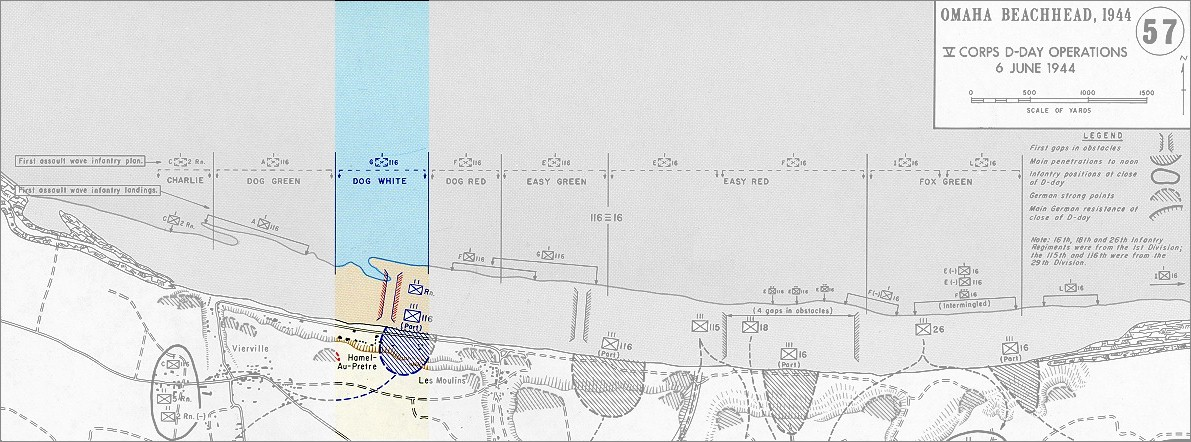
Sektor Dog White

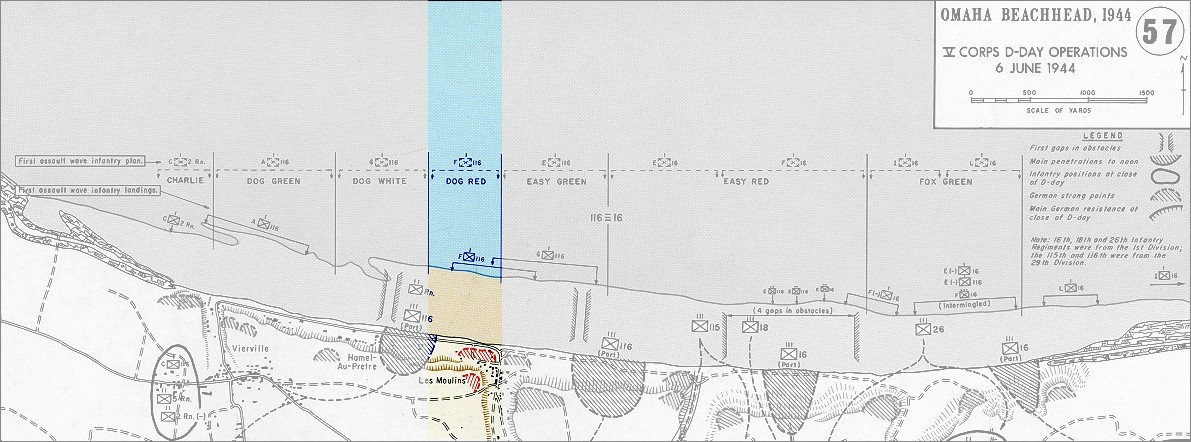
Sektor Dog Red

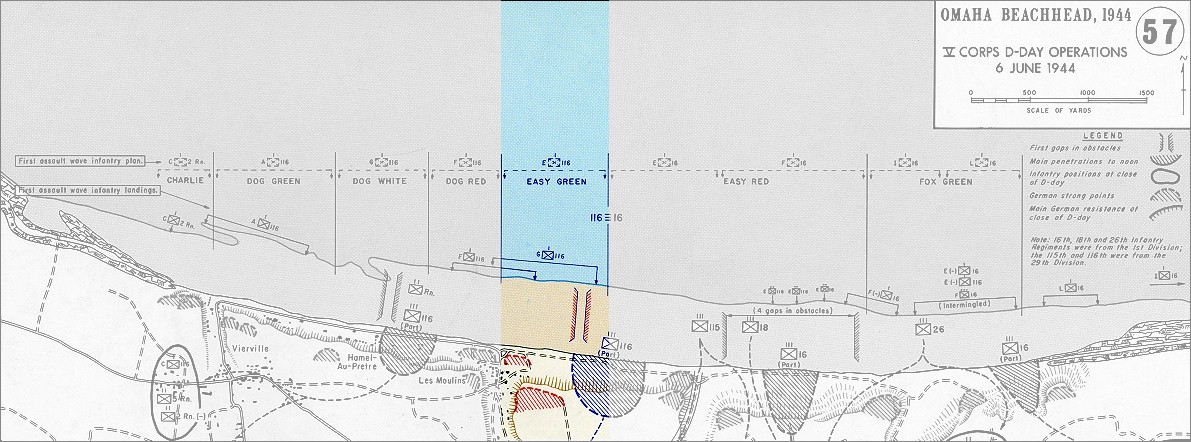
Sektor Easy Green

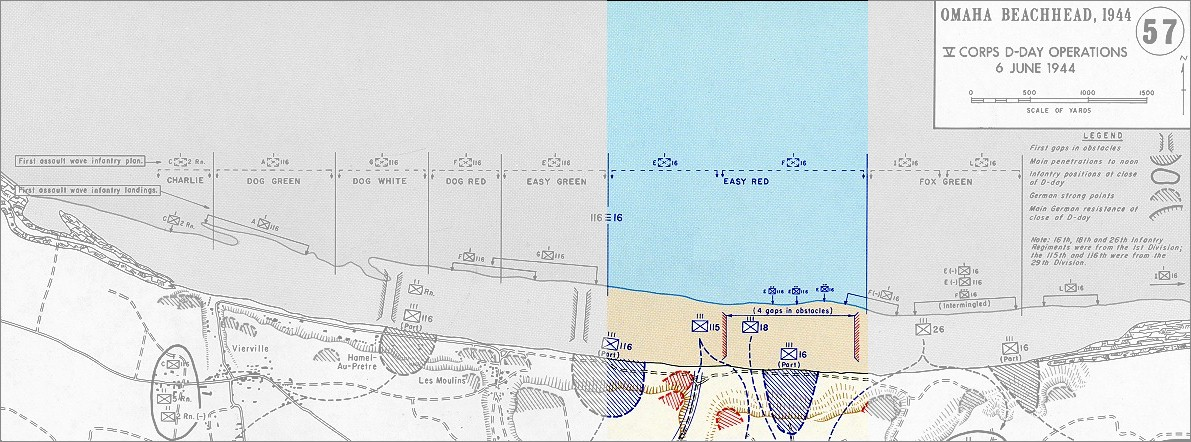
Sektor Easy Red

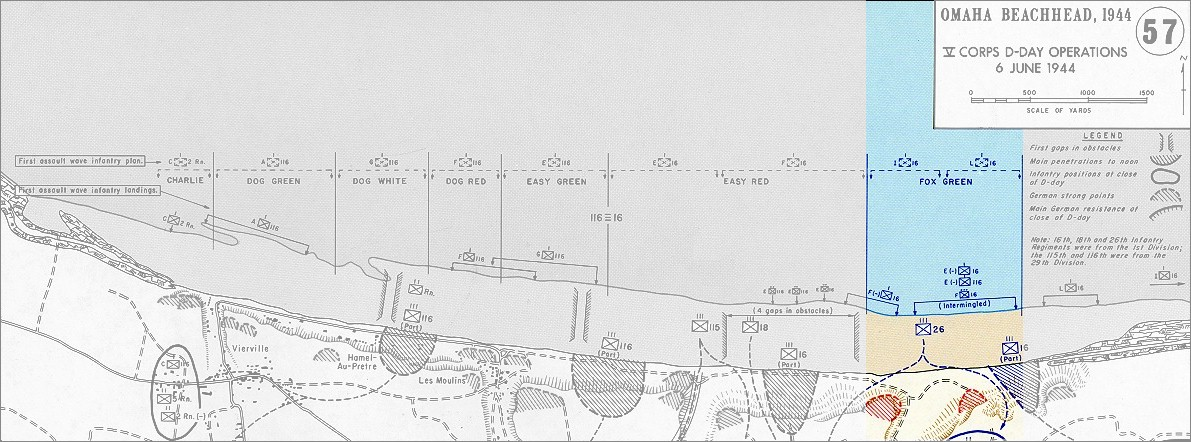
Sektor Fox Green

„Omaha” – kryptonim jednego z pięciu odcinków lądowania aliantów w Normandii 6 czerwca 1944. Był to jeden z dwóch odcinków przydzielonych Amerykanom. Odcinki dzieliły się na sektory, z których niektóre były podzielone dodatkowo na podsektory nazywane plażami i oznaczone nazwami kolorów. „Omaha” dzieliła się, patrząc od zachodu, na: Able, Baker, Charlie, Dog (Green, White, Red), Easy (Green, Red), Fox (Green, Red) i George. Odcinek „Omaha” położony jest w Normandii w północnej Francji i rozciąga się na 31,6 km, pomiędzy Isigny-sur-Mer nad rzeką Vire na zachodzie, a Port-en Bessin na wschodzie. Okazała się najtrudniejszą do zdobycia.

## Bitwa
W akcji brały udział amerykańska 29 Dywizja Piechoty pod dowództwem gen. Charlesa Gerhardta, wspomagana przez 8 kompanii Rangerów, oraz doświadczona w działaniach desantowych 1 Dywizja Piechoty, dowodzona przez gen. Clarence’a Huebnera. 29 Dywizja nacierała w zachodniej części odcinka, a 1 Dywizja we wschodniej. 

### Obrona
Walki toczyły się na odcinku 6,5 km pomiędzy Vierville a le Grand Hameau. Obrońcy zajmowali pozycje na stromych urwiskach i wzgórzach w wielu betonowych bunkrach, które tworzyły tzw. gniazda oporu z odpowiednią numeracją bez ciągłej linii obrony. Niemcy dysponowali tutaj 60 działami różnego rodzaju, a także dużą ilością broni maszynowej. Szczególnie niebezpieczne było działanie na skraju plaż umocnionych dodatkowo 6 metrami betonowej zapory. Broniony był przez niemiecką 352 Dywizję Piechoty, która nie została uwzględniona w planach operacji Overlord. Jednym z najbardziej znanych punktów obrony było Gniazdo Oporu 62 z tzw. Bestią z Plaży Omaha, która wystrzeliła ok. 12 000 pocisków z karabinu maszynowego i ok. 400 nabojów z dwóch karabinów podczas schładzania luf karabinu maszynowego. 

### Natarcie
O godzinie 5:30 do plaż zbliżyły się pierwsze oddziały amerykańskie. W pierwszej fali ataku brało bezpośrednio udział 3 tys. żołnierzy. Były to grupy bojowe z 1, 29, 4 dywizji oraz pododdziały wojsk lądowych i marynarki wojennej. Ich zadaniem było zniszczenie przeszkód podwodnych. Każda z grup miała wyznaczoną strefę lądowania. Plaża była przydzielona po połowie 16 pułkowi 1 dywizji generała Clarence’a Huebnera  i 116 pułkowi 29 dywizji generała majora Charlesa Gerharda. Strefy te z kolei podzielono na sektory, z których każdy otrzymał zakodowaną nazwę. Żołnierze 1 Dywizji mieli desantować na „Easy Green”, „Fox Green”, „Fox Red”, zaś 29 Dywizja na „Charlie”, „Dog Green”, „Dog White", „Dog Red” i „Easy Green”. Strefy „Fox Green” i „Dog Green” przeszły do historii jako „Bloody Omaha”. Z 32 amerykańskich czołgów pływających typu Sherman DD, stanowiących wsparcie działań piechoty, jedynie 4 dotarły do brzegu. Przygotowanie natarcia w postaci bombardowania z powietrza i ostrzału artyleryjskiego z morza nie zniszczyło niemieckiej obrony. Wiatr, wysokie fale i prąd morski uniemożliwiły jednostkom desantowym precyzyjne lądowanie w wyznaczonych rejonach. Nacierająca piechota amerykańska znalazła się w krzyżowym ogniu niemieckich karabinów maszynowych i pod ostrzałem moździerzy oraz dział 88 mm. Dodatkowym utrudnieniem dla nacierających była ograniczona widoczność spowodowana dymem wybuchów wcześniejszego bombardowania i ostrzału. Żołnierze byli zmęczeni i cierpieli z powodu choroby morskiej. Ekwipunek, nasiąknięty wodą i wypełniony piaskiem, uniemożliwiał szybkie posuwanie się do przodu. W ciągu pierwszych godzin desantu wszyscy dowódcy zostali albo ciężko ranni, albo zabici. Natarcie załamało się. Dowództwo rozważało przerwanie akcji i skierowanie pozostałych sił na odcinek plaży „Utah”. W toku ciężkich walk atakującym udało się jednak dotrzeć do umocnień brzegowych. Dzięki podłużnym minom bangalore zniszczyli zasieki z drutu kolczastego i unieszkodliwili pola minowe, co pozwoliło na ominięcie bunkrów, zajście ich od tyłu i zdobycie za pomocą miotaczy ognia. Alianckie niszczyciele, ryzykując wpadnięcie na mieliznę, z bliska ostrzelały niemieckie pozycje obronne niszcząc gniazda obrony.

### Wynik
Po prawie 10 godzinach boju plaża została zdobyta. Powodzenie natarcia zostało okupione ok. 3 tysiącami zabitych, rannych i zaginionych alianckich żołnierzy.

## W kulturze
Filmy
- Szeregowiec Ryan
- Najdłuższy dzień

Gry komputerowe
- Battlefield 1942
- Company of Heroes: Kompania braci
- Medal of Honor: Allied Assault
- Medal of Honor: Frontline
- Faces of War: Oblicza wojny
- D-Day
- Day of Defeat
- Day of Infamy
- R.U.S.E.
- Call of Duty: WWII
- Hell Let Loose
- Easy Red
- Easy Red 2 (Normandy DLC)

Gry planszowe
- D-Day at Omaha Beach (Decision Games)
- Bloody Omaha: D-Day 1944 (Critical Hit, Inc.)
- Normandia 1944 (Taktyka i Strategia)
- Combat Commander: Battle Pack #3 – Normandy (GMT Games)
- The Battle for Normandy (GMT Games)
- D-Day Dice: Atlantikwall (Valley Games, Inc.)
- Memoir 44 (Days of Wonder)

Muzyka
- Iron Maiden – The Longest Day
- Sabaton – Primo Victoria
- My Chemical Romance – The Ghost of You
- We As Human – Fly